# Ruta Nacional 175 (Argentina)
La Ruta Nacional 175 es una carretera argentina asfaltada, que se encuentra en el Departamento San Lorenzo, al este de la provincia de Santa Fe. Su recorrido de apenas 3 kilómetros, conecta la Ruta Nacional 11 en el km 334, con el pueblo de Puerto General San Martín, en la margen derecha del río Paraná, en el Departamento San Lorenzo transformándola en una de las rutas nacionales más cortas de Argentina. El camino continúa al oeste de la Ruta Nacional 11 como Ruta Provincial 18 en dirección al pueblo de Aldao. Fue construida durante la gobernación de Juan Hugo Caesar e inaugurada en 1951.